# Як вбити заможнього дядька
«Як вбити заможнього дядька» (англ. How to Murder a Rich Uncle) — британська комедія 1957 року режисера Найджела Патріка, який також виконує головну роль. Також у фільмі знялись Венді Гіллер, Чарльз Коберн та Ентоні Ньюлі. Це історія про людину, яка планує вбити свого заможного дядька Джорджа. Фільм знятий за мотивами п'єси Дідьє Дая «Il faut tuer Julie».☃☃

## У ролях
- Найджел Патрік — Генрі
- Чарльз Коберн — дядько Джордж
- Венді Гіллер — Едіт Кліттерберн
- Кеті Джонсон — Еліс
- Ентоні Ньюлі — Едвард
- Афіна Сейлер — бабуся
- Кеннет Фортескю — Альберт
- Педді Вебстер — Констанція
- Майкл Кейн — Гілроні
- Тревор Рід — інспектор Гарріс
- Сіріл Лакхем — коронер
- Джонсон Бейлі — офіцер
- Мартін Бодді — сержант поліції
- Кевін Стоуні — стюард в барі
- Ентоні Шоу — колоніст
- Ян Вілсон — листоноша

## Зйомки
Спершу фільм мав дві назви: "Дядько Джордж" та "Смерть дядька Джорджа" . Сценарій для фільму написав Джоно Пекстон, який до цього написав сценарій для іншого фільму Warwick Films "Золотий приз". Зйомки розпочалися 2 січня 1957 року.  Це був перший фільм Патріка в якості режисера, хоча він мав досвід режисера театральних вистав. 

## Зовнішні посилання
- Як вбити заможнього дядька на сайті IMDb (англ.)
- How to Murder a Rich Uncle на сайті Rotten Tomatoes (англ.)